# Пожар на Казанском пороховом заводе
Пункт 1 Взрыв в Казани, где погибло более миллиона снарядов и 12 тысяч пулемётов, произошёл при непосредственном участии германских агентов

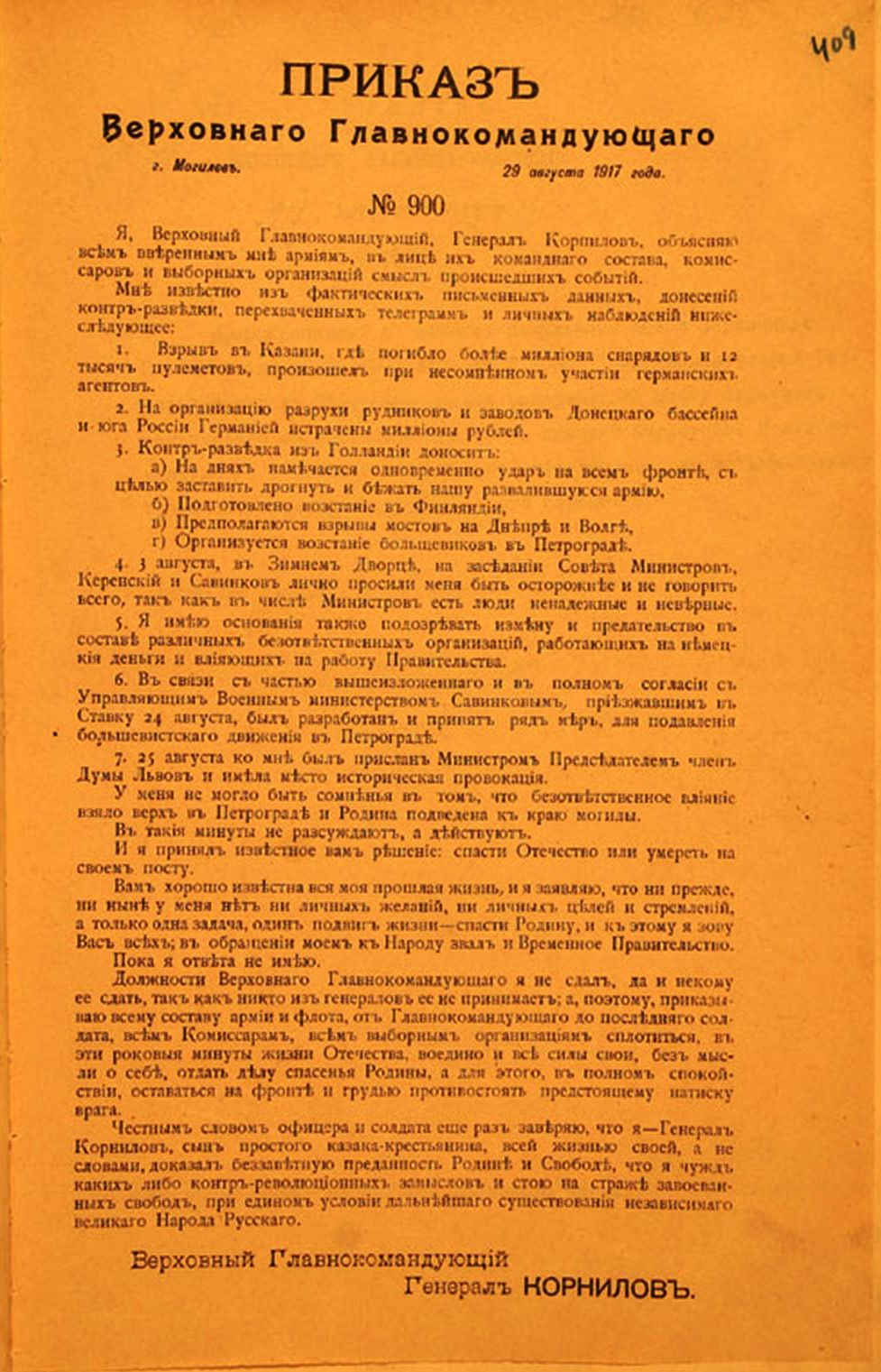
Приказ Верховного главнокомандующего генерала от инфантерии Л. Г. Корнилова с объяснением смысла происходящих событий («Корниловский мятеж»). 29 августа 1917 г.
Пункт 1 Взрыв в Казани, где погибло более миллиона снарядов и 12 тысяч пулемётов, произошёл при непосредственном участии германских агентов

Пожар на Казанском пороховом заводе — пожар на заводе в 1917 году, погиб 21 человек.
Пожар начался 14 августа и привёл к уничтожению заводов и распространению паники в городе 14—16 августа. Пожар, продолжавшийся по меньшей мере до 24 августа, возник в результате взрыва снарядов на оружейных складах, разбросанных по промышленной части города. Тем не менее большая часть взрывчатых веществ была затоплена водой из водохранилищ, что предотвратило более крупные взрывы. Тринадцать человек погибли в результате взрыва и пожара, восемь умерли от ран, в том числе и начальник порохового завода Всеволод Всеволодович Лукницкий, а 172, в том числе 30 детей, были ранены. Пожарами было уничтожено 12 000 пулемётов (всего в Первую мировую войну было произведено и доставлено на фронт около 30 000 пулемётов) и один миллион снарядов на складах (78 500 пудов), 542 здания были разрушены, 152 из них полностью. Кроме того, было потеряно 1,8 млн пудов (29,5 тыс. тонн) нефти.

## Пожар

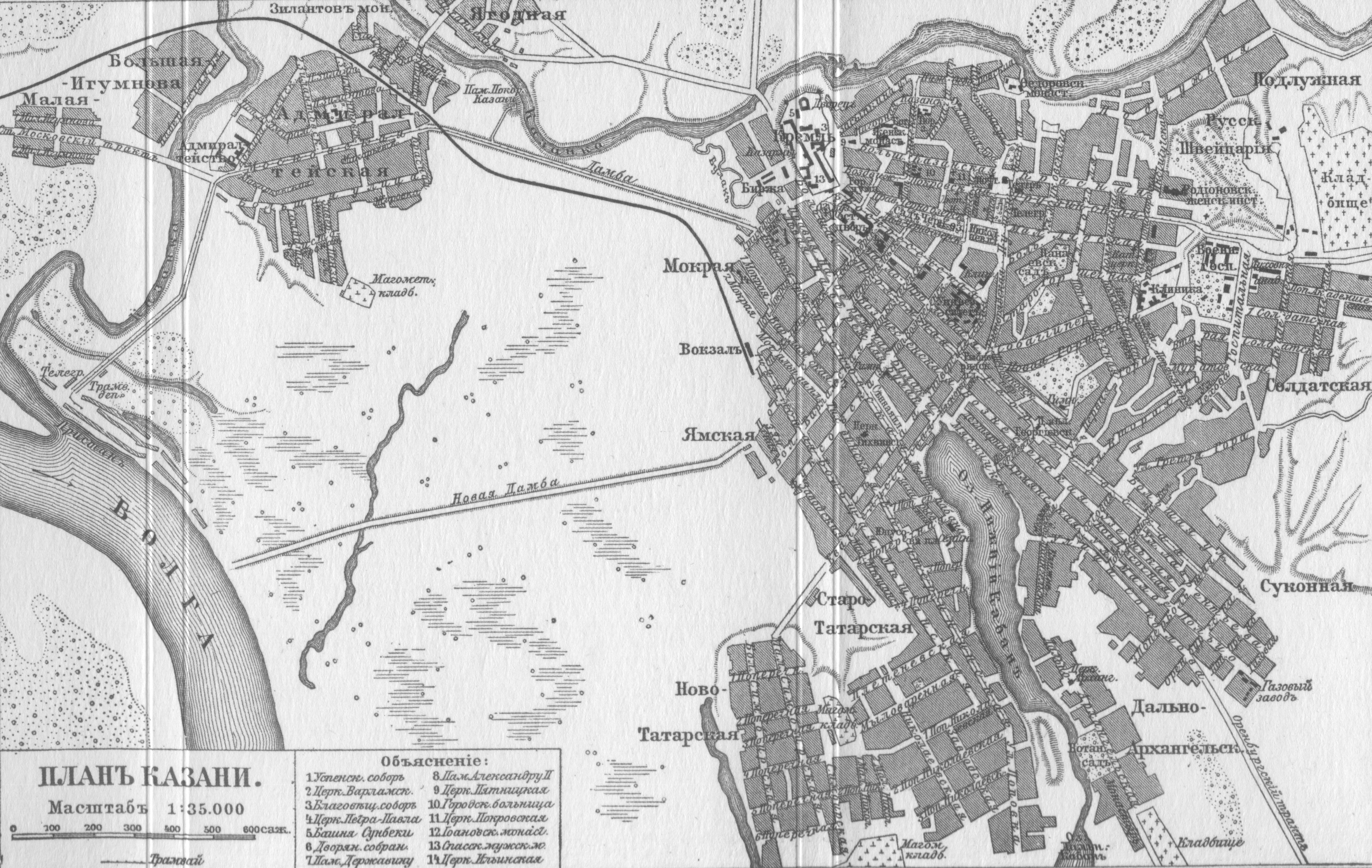
Казань XIX век

Пожар был начат небрежным караульным, который бросил окурок около станции Пороховой (в настоящее время Лагерная). Снаряды, взорвавшиеся на станции, зажгли ближайшее железнодорожное депо. Нефть из цистерн, расположенных на берегу реки Казанки, также загорелась. Рабочие заводов бежали в пригородные посёлки, что привело к распространению паники в городе. Многие из 200 000 человек населения Казани бежали пешком и на поездах.
Телеграмма, отправленная 15 августа в Петроград в Министерство внутренних дел: 

Пожар пороховых и артиллерийских складов продолжается. Беспрестанные взрывы. [Во] многих кварталах выбиты стекла домов. Помощь раненым организована. Население частью бежит за город, но паники не наблюдается. Хлебом население обеспечено. Объявлено военное положение, разъезжают патрули войск и милиции для предотвращения мародёрства, пожар не кончился, взрывы продолжаются.

В тот же день другой телеграммой сообщалось, что опасность для города миновала.

## Последствия
Старое здание завода было полностью разрушено, но работа на заводе продолжалась в новых цехах, построенных в 1915—1916 годах. Во время советской власти официальное объяснение взрыва было основано не на небрежности, а на происках контрреволюционного движения. Они якобы разрушили завод, чтобы обвинить пролетариат в сотрудничестве с Германией. Обвинение в сотрудничестве революционеров с Германией было одним из причин корниловского выступления. По сей день на берегах Волги находят неразорвавшиеся снаряды, однако, некоторые из них могут быть отнесены к боям в 1918 году.
Приказ начальника гарнизона полковника Григорьева войскам Казанского гарнизона

16 августа 1917 г.
г. Казань
Приказом по войскам Казанского гарнизона от 15 августа с/г за № 14 было категорически воспрещено населению во избежание несчастных случаев собирать разбросанные по улицам снаряды, которые могут взорваться.
Между тем замечено, что жители подбирают снаряды, рассматривают их и иногда уносят с собой.
Вновь категорически подтверждаю запрещение собирать разбросанные по улицам снаряды, воспрещаю рассматривать их и приказываю всем лицам, в помещениях которых или во дворах окажутся таковые снаряды, немедленно заявить о том в ближайший милиционный район для сдачи их военному ведомству.

Предупреждаю, что в дальнейшем, в случае обнаружения снарядов у населения на руках и в квартирах, виновные понесут ответственность по законам военного времени, причём ответственность за могущие произойти несчастья понесут и не только те лица, у которых окажутся снаряды, но и хозяева домов и квартир. Для сбора снарядов командированы специальные отряды.